# كأس ولي العهد 1998–99
كأس ولي العهد 1998–99 هي النسخة السادسة من بطولة كأس ولي العهد الكويتي، والتي أقيمت في موسم 1998–99.
فاز نادي العربي الكويتي بلقب المسابقة، للمرة الثالثة في تاريخه، بعدما تغلب على نادي السالمية بنتيجة 2-1. سجل للعربي كل من أحمد موسى وخالد عبد القدوس بينما سجل للسالمية اللاعب ناصر العثمان.